# Паспорт гражданина мира
Па́спорт граждани́на ми́ра — документ, выдаваемый некоммерческой организацией «Всемирное правительство граждан мира», основанной в 2000 году в США.

## История
25 мая 1948 году, отказавшись от американского гражданства и объявив себя гражданином мира, бывший бродвейский актёр, служивший лётчиком ВВС США, Гарри Дэвис основал в Париже Международный регистр граждан мира. В 1948—1952 годах эта организация зарегистрировала в качестве таковых почти миллион человек из 150 стран. В 1953 году Дэвис и его сподвижники создали Всемирное правительство граждан мира, а через год основали организацию World Service Authority Архивная копия от 12 ноября 2020 на Wayback Machine — своего рода исполнительный орган Всемирного правительства. Главная задача организации — обеспечить людям право на свободное передвижение по миру.
Офисы организации расположены в Вашингтоне и Шанхае.

## Описание

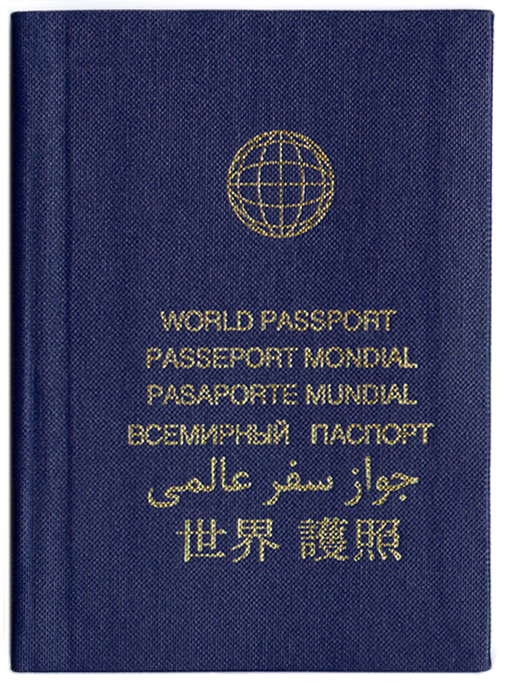
Старая версия паспорта гражданина мира

Паспорт гражданина мира внешне похож на паспорт, заграничный паспорт или другое подобное удостоверение личности, выданное государственным органом.
В 1979 году паспорт гражданина мира представлял собой 42-страничный документ с тёмно-синей обложкой и текстом на арабском, китайском, английском, французском, русском, испанском и эсперанто. Он содержал пятистраничный раздел для истории болезни и шестистраничный раздел для перечисления организационной принадлежности.
Версия паспорта гражданина мира, действующая на 2017 год была произведена в январе 2007 года. Это 30-страничный документ с синей обложкой и текстом на арабском, китайском, английском, французском, русском, испанском и эсперанто. Паспорт гражданина мира является машиносчитываемым паспортом с машинно-читаемой зоной (MRZ). Однако вместо стандартного MRZ кода ISO 3166-1 alpha-3 используется нестандартный код «WSA». Бланк паспорта имеет элементы защиты от подделки, такие как: встроенное «призрачное изображение», покрытое пластиковой плёнкой. Первые четыре страницы документа заняты данными лица, которое он удостоверяет, также имеются страницы объяснения указываемых сведений, страницы принадлежности владельца к различным организациям и страницы с информацией о действии паспорта, все остальные отведены для виз.

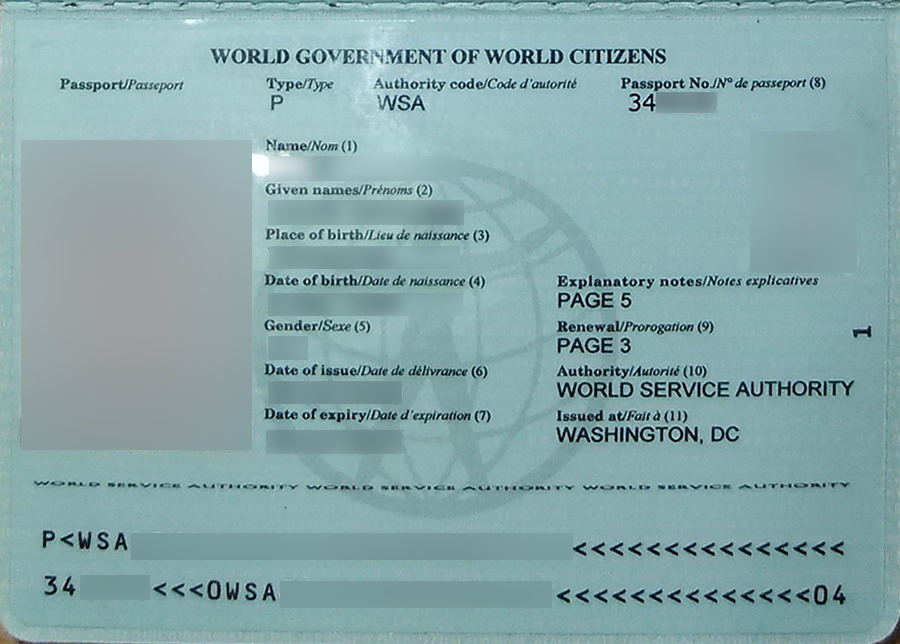
Информационная страница
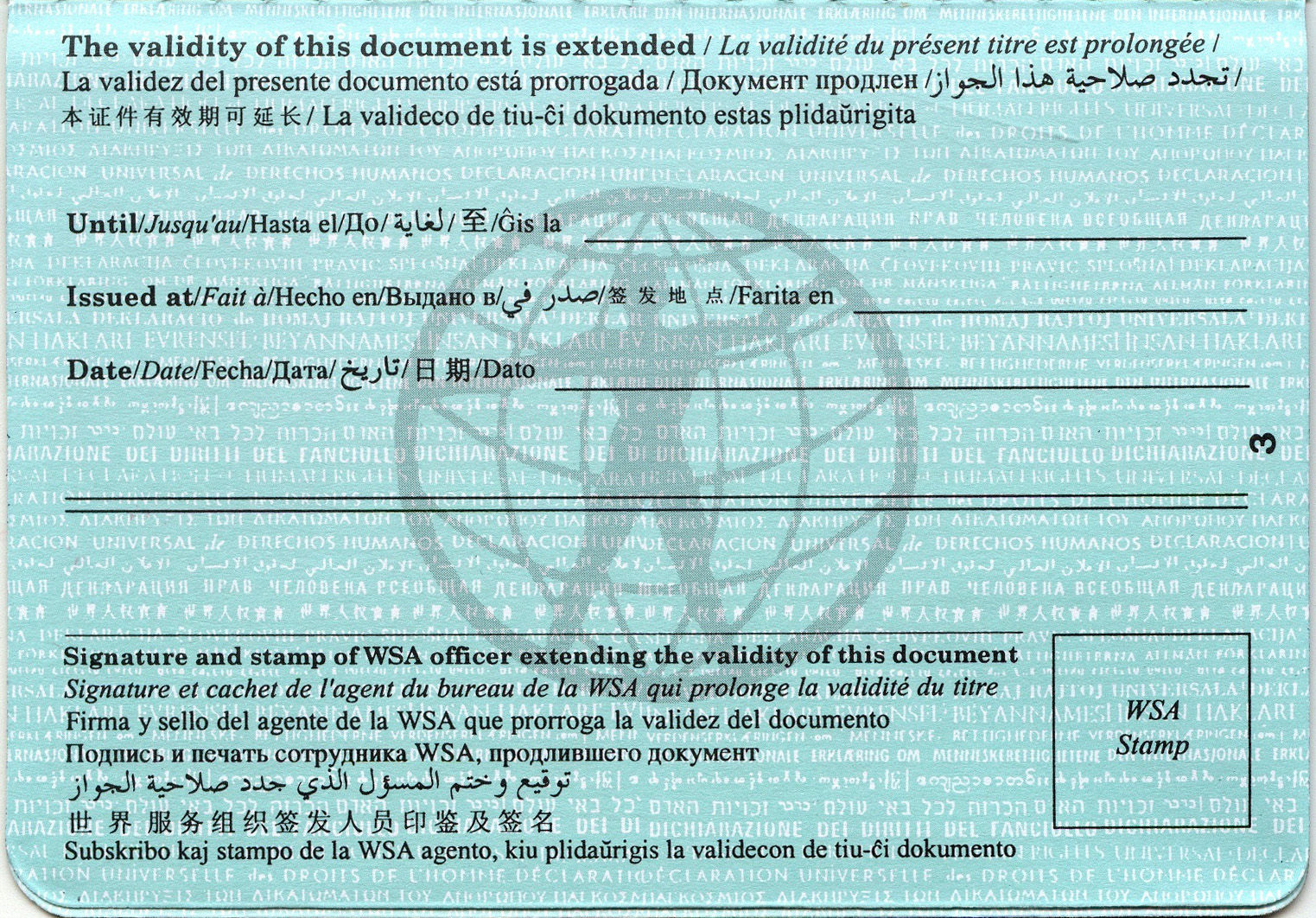
Страница продления паспорта
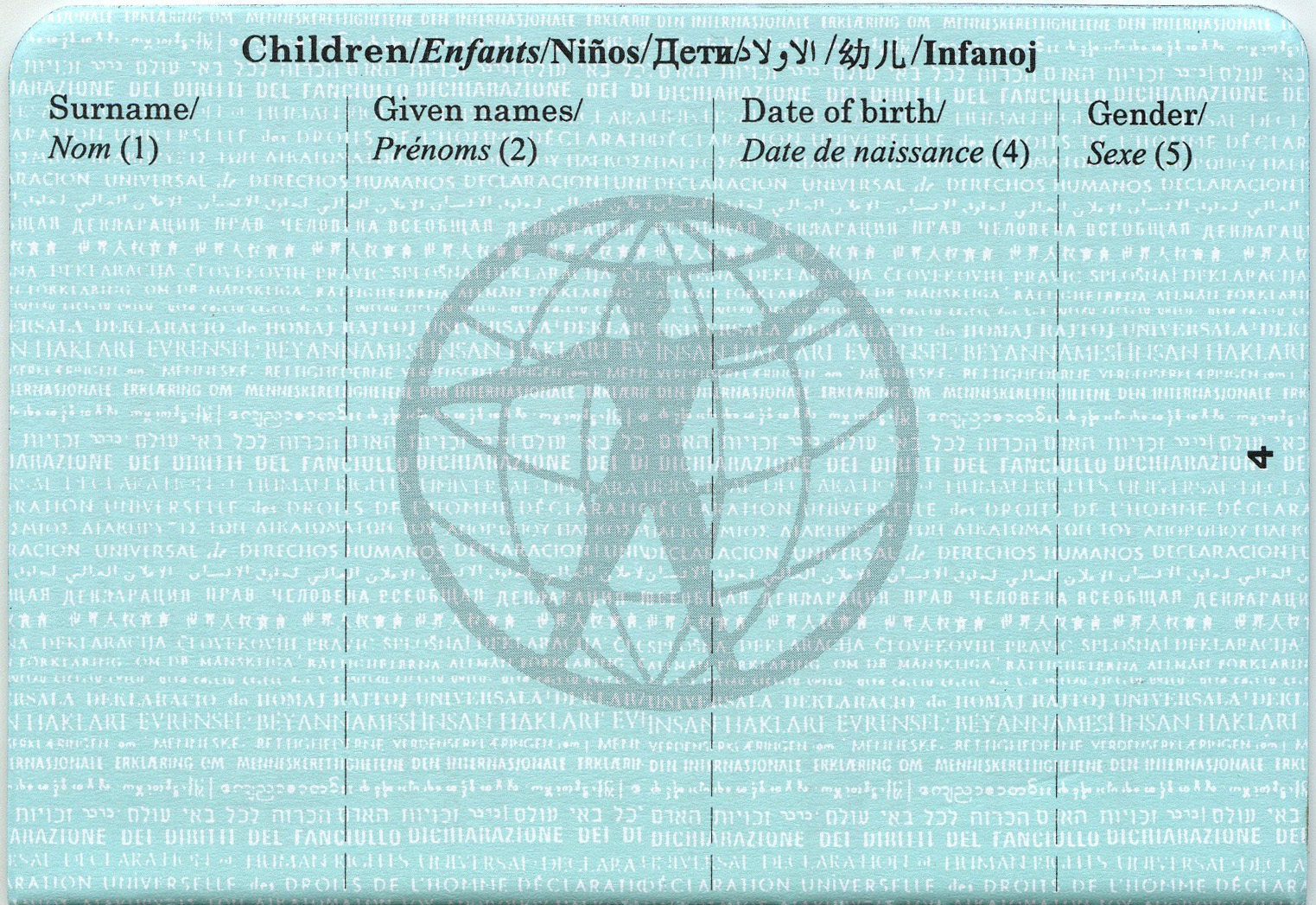
Страница сведений о детях владельца паспорта
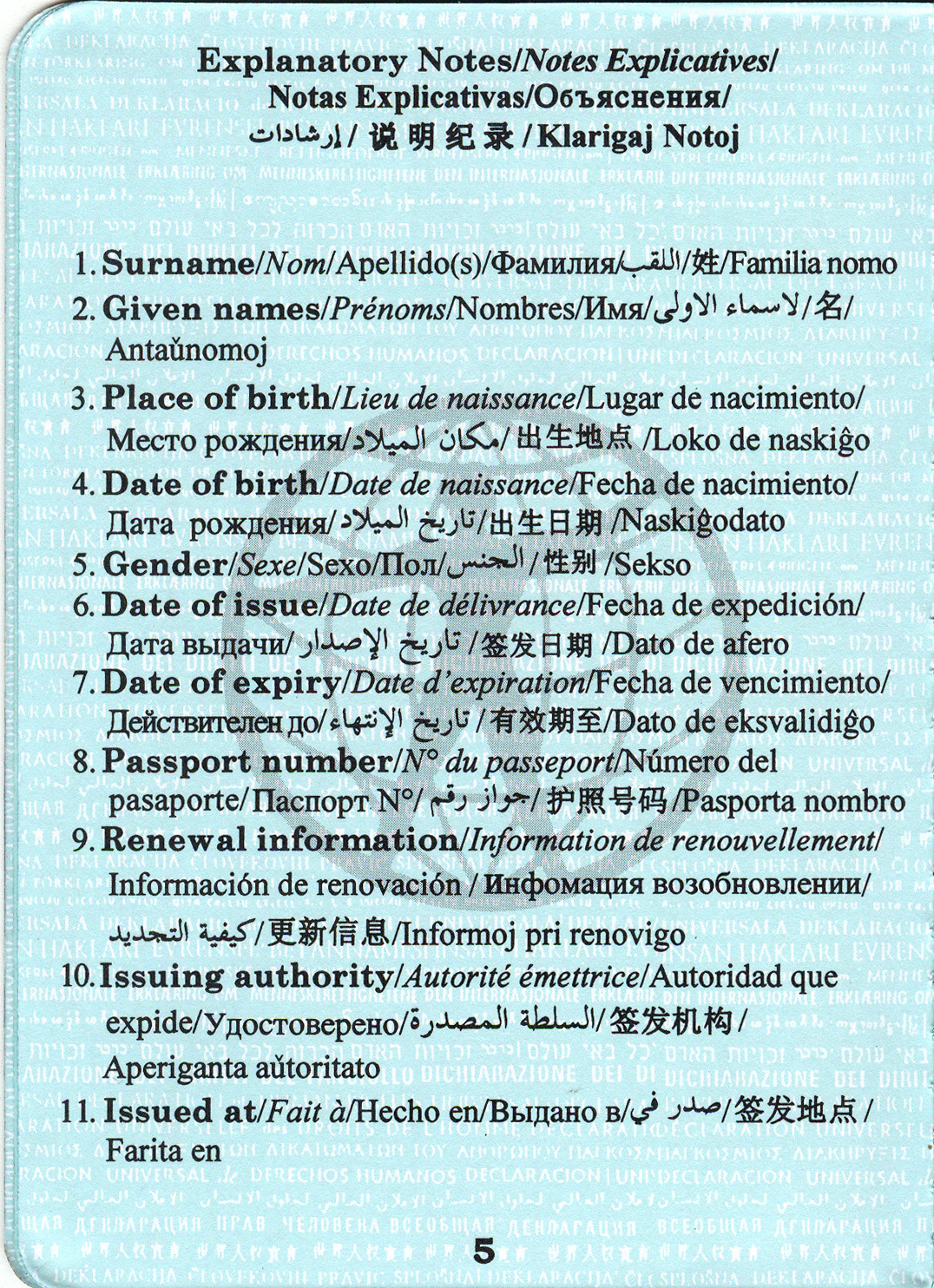
Страница объяснения указываемых сведений
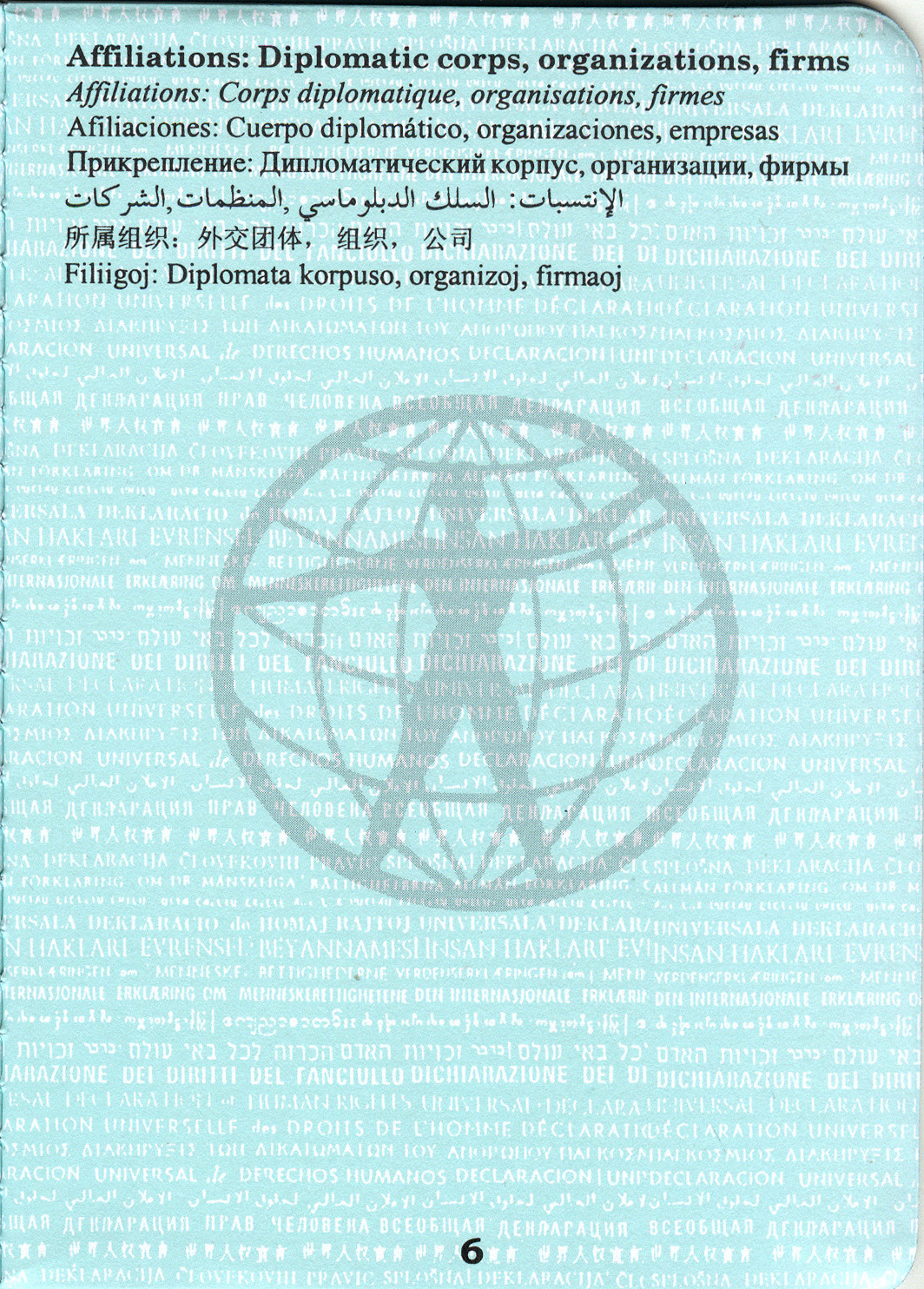
Страница принадлежности владельца к различным организациям
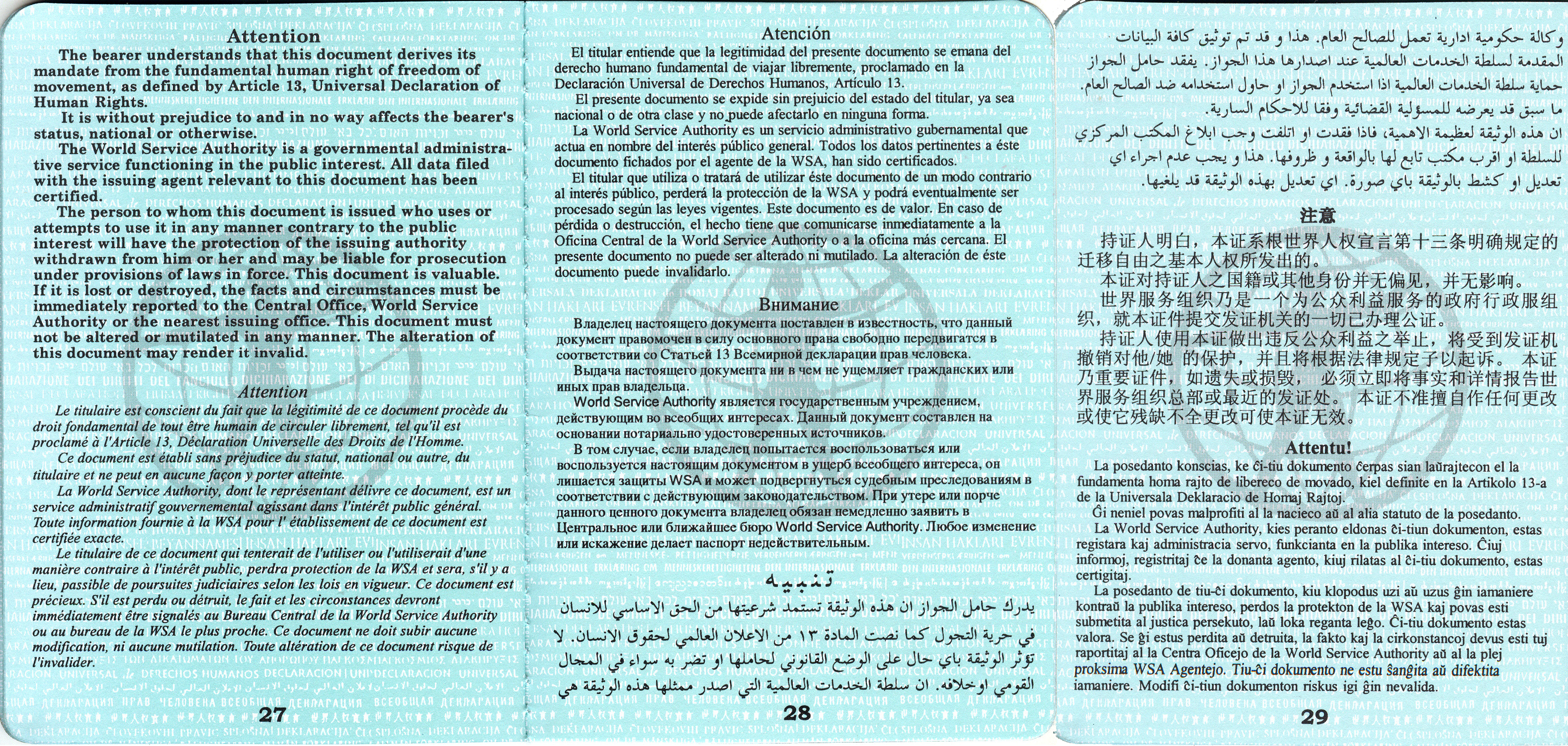
Страница с информацией о действии паспорта
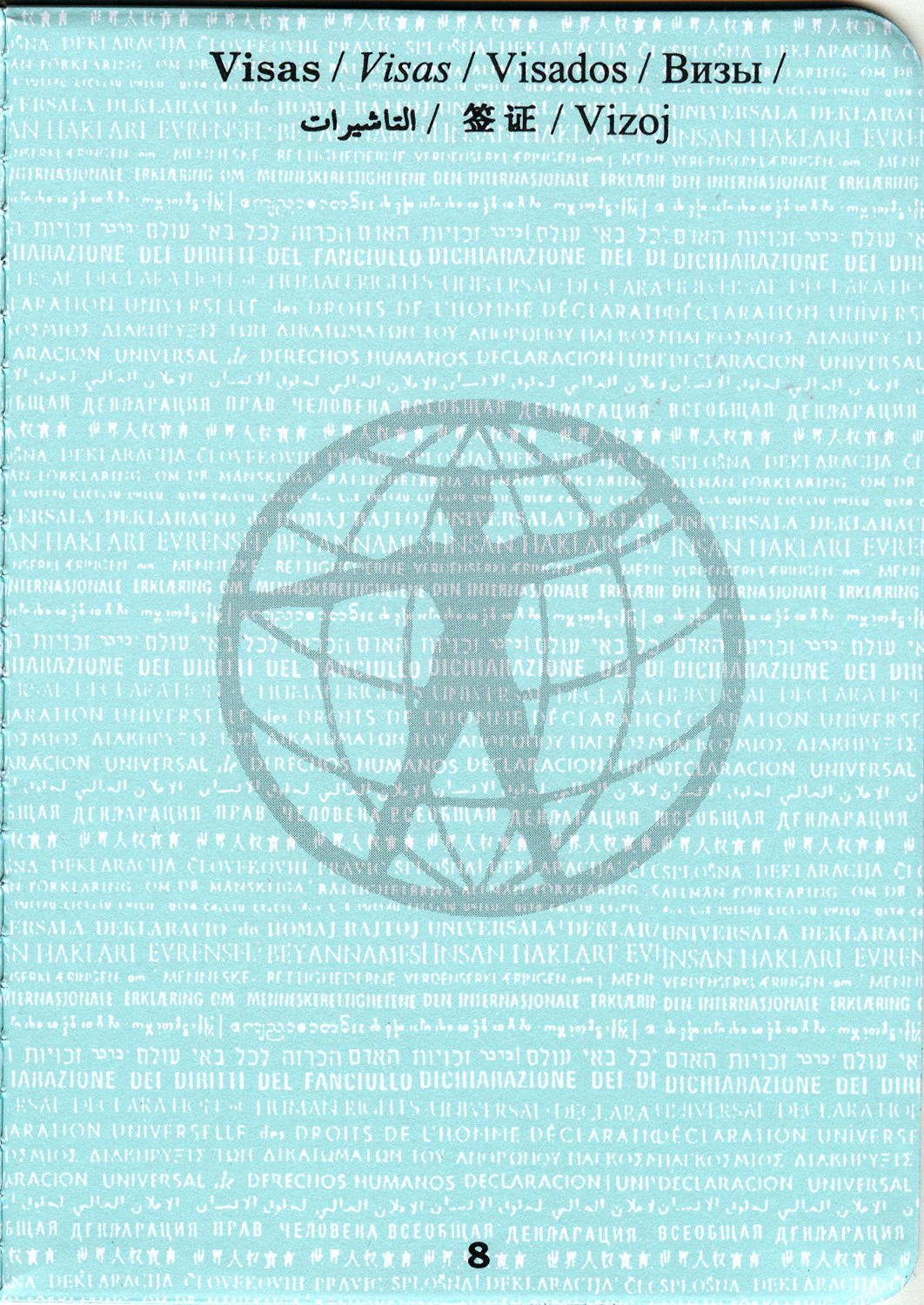
Страница для виз

## Паспорт как документ, удостоверяющий личность
Всемирное правительство граждан мира продвигает паспорт гражданина мира не только как документ для международных поездок, но и как «нейтральный, аполитичный документ, удостоверяющий личность». Дуг Кейси, который сам является владельцем паспорта гражданина мира, предположил, что паспорт полезен в гостиницах и других неправительственных учреждениях, где безопасность сомнительна. Если в таких ситуациях требуют предоставить свой реальный паспорт, то можно предоставить паспорт гражданина мира вместо национального паспорта. Правительственные органы не разделяют эту оценку.
Министерство внутренних дел Великобритании заявило, что зарегистрированные органы не должны принимать такой документ в качестве доказательства личности, предупреждая, что «поддельный „Паспорт гражданина мира“ можно приобрести в Интернете, и его не следует путать с подлинным паспортом». Комиссия по финансовому надзору острова Мэн, которая регулирует банки острова и агентов, заявляет, что этот паспорт не является приемлемым документом, подтверждающим гражданство или личность носителя. В частности, комиссия классифицирует его как фальшивый или фэнтезийный паспорт.
Соединённые Штаты Америки также не принимают какие-либо документы Всемирного правительства граждан мира (включая паспорт гражданина мира и паспорт донора) в качестве доказательства личности, возраста, гражданства, статуса иностранца или семейного положения. Государственные органы штата Виргиния классифицируют все документы Всемирного правительства граждан мира как «неприемлемые документы» для удостоверения личности. Государственный департамент США поручает всем посольствам и консульствам США не предоставлять какие-либо нотариальные или другие услуги аутентификации в отношении подобных паспортов независимо от того, касается ли это самого паспорта или документов, относящихся к заявке на изготовление паспорта. Они предупреждают, что такие документы могут использоваться для мошеннических или преступных целей. В 1996 году житель штата Индиана смог купить паспорт гражданина мира под именем, отличным от его собственного юридического имени, но был обнаружен после неоднократных попыток использовать его для подтверждения своей личности при открытии счетов в различных банках. Он был признан виновным в мошенничестве в финансовом учреждении.

## Признание
Внешний вид паспорта гражданина мира настолько похож на настоящий паспорт, что в 1974 году во Франции против Гарри Дэвиса было возбуждено уголовное дело в связи с продажей им паспортов гражданина мира.
Согласно Всемирному правительству граждан мира, была подана заявка в Международную организацию гражданской авиации на признание кода «WSA» и включение его в стандарт ISO 3166-1 alpha-3 для машиночитаемых паспортов с машинно-читаемой зоной (MRZ). Однако в документах Международной организации гражданской авиации код «WSA» используется в качестве примера фэнтезийных документов.

### Случаи признания
Успех пересечения границы с использованием паспорта гражданина мира обычно объясняется прихотью или незнанием отдельных иммиграционных служащих, а не официальным признанием документа. На сайте Всемирного правительства граждан мира есть сканы писем из шести стран (Буркина-Фасо, Замбия, Мавритания, Танзания, Того и Эквадор), которые, по утверждению Всемирного правительства граждан мира, юридически признали паспорт гражданина мира. Эти письма о признании датируемы несколькими десятилетиями назад (1972 г. для Буркина-Фасо, 1973 г. для Замбии, 1975 г. для Мавритании, 1995 г. для Танзании, 1983 г. для Того, 1954 г. для Эквадора).
Согласно сайту Всемирного правительства граждан мира, некоторые паспорта гражданина мира принимались в индивидуальном порядке более чем в 180 странах, а также власти некоторых стран в прошлом признавали документ юридически.
Зафиксированные случаи въезда по паспорту гражданина мира в страны, официально не признающие этот документ:
- Австралия
- Австрия
- Албания
- Алжир
- Американское Самоа
- Ангола
- Ангилья
- Антигуа и Барбуда
- Аргентина
- Армения
- Аруба
- Афганистан
- Багамские Острова
- Бангладеш
- Барбадос
- Бахрейн
- Белиз
- Беларусь
- Бельгия
- Бенин
- Бермуды
- Болгария
- Боливия
- Бонайре
- Ботсвана
- Бразилия
- Бурунди
- Бутан
- Вануату
- Ватикан
- Великобритания
- Венгрия
- Венесуэла
- Виргинские Острова (Великобритания)
- Вьетнам
- Габон
- Гаити
- Гайана
- Гамбия
- Гана
- Гваделупа
- Гватемала
- Гвинея
- Гвинея-Бисау
- Германия
- Гибралтар
- Гондурас
- Гонконг
- Гренада
- Греция
- Грузия
- Дания
- ДР Конго
- Джибути
- Доминиканская Республика
- Египет
- Зимбабве
- Израиль
- Индия
- Индонезия
- Иордания
- Ирак
- Иран
- Ирландия
- Исландия
- Испания
- Италия
- Йемен
- Кабо-Верде
- Казахстан
- Камбоджа
- Камерун
- Канада
- Катар
- Кения
- Кипр
- Кыргызстан
- Китай
- Колумбия
- Коста-Рика
- Кот-д’Ивуар
- Куба
- Кюрасао
- Лаос
- Латвия
- Лесото
- Либерия
- Ливан
- Литва
- Люксембург
- Маврикий
- Мадагаскар
- Макао
- Малави
- Малайзия
- Мали
- Мальдивы
- Мальта
- Марокко
- Мартиника
- Маршалловы Острова
- Мексика
- Мозамбик
- Молдова
- Монако
- Мьянма
- Намибия
- Непал
- Нигер
- Нигерия
- Нидерланды
- Никарагуа
- Новая Зеландия
- Новая Каледония
- Норвегия
- ОАЭ
- Острова Кайман
- Теркс и Кайкос
- Пакистан
- Палау
- Панама
- Папуа — Новая Гвинея
- Парагвай
- Перу
- Польша
- Португалия
- Республика Конго
- Республика Корея
- Россия
- Руанда
- Румыния
- Сальвадор
- Сан-Марино
- Сан-Томе и Принсипи
- Саудовская Аравия
- Сенегал
- Сен-Мартен
- Сент-Винсент и Гренадины
- Сент-Китс и Невис
- Сент-Люсия
- Сингапур
- Сирия
- Сомали
- Сомалиленд
- Судан
- Суринам
- США
- Сьерра-Леоне
- Таджикистан
- Таиланд
- Китайская Республика
- Тенерифе
- Тонга
- Тунис
- Туркменистан
- Турция
- Уганда
- Узбекистан
- Украина
- Уругвай
- Микронезия
- Фиджи
- Филиппины
- Франция
- Гвиана
- Французская Полинезия
- ЦАР
- Чад
- Чехословакия
- Чили
- Швейцария
- Швеция
- Шри-Ланка
- Экваториальная Гвинея
- Эсватини
- Эстония
- Эфиопия
- ЮАР
- Югославия
- Южный Судан
- Ямайка
- Япония

Паспорт гражданина мира стал объектом пристального внимания со стороны международного сообщества в 1996 году после захвата MS Achille Lauro. После инцидента один из террористов, Юсуф Маджид аль-Мульки, избежал тюремного заключения в Италии, использовав приобретенный в 1988 году паспорт гражданина мира, чтобы покинуть страну и отправиться в Испанию, прежде чем его поймали.

### Случаи отказа
Многие страны и территории заявляют, что не признают паспорт гражданина мира, потому что он не выдаётся компетентным государственным органом и, следовательно, не соответствует определению паспорта. К 1975 году Гарри Дэвиса уже двадцать раз задерживали за попытки пересечь международные границы при помощи
паспорта гражданина мира.

### Содружество Независимых Государств
Правительство России заявляет, что не признает паспорт гражданина мира. В 1995 году в интервью «Коммерсантъ» представитель Департамента консульских служб МИД России заявил, что паспорт гражданина мира не является приемлемым документом для подтверждения личности или статуса гражданства при пересечении российской границы, принимаются только дипломатический паспорт, служебный паспорт, паспорт моряка или общий гражданский паспорт.
Однако в одном из российских СМИ утверждается, что некоторым членам Дома Романовых, направлявшимся в Санкт-Петербург для перезахоронения останков одного из своих предков, российские власти разрешили получить визы в их паспорта гражданина мира в свете особой ситуации.
В декабре 2008 года мужчина, представившийся гражданином России, попытался пересечь границу из Латвии в Беларусь на контрольно-пропускном пункте Урбаны с использованием паспорта гражданина мира, он заявил, что потерял свои российские документы, находясь в Швеции. Его задержали белорусские пограничники. Представитель Госпогранкомитета Беларуси в интервью местной газете заявил, что Беларусь не принимает паспорта гражданина мира при пересечении границы. Он также утверждал, что это был первый известный случай подобного рода в стране.

### Соединенные Штаты
Официальная позиция Государственного департамента США в отношении паспорта гражданина мира заключается в том, что это буклет, выпускаемый частной организацией после уплаты сбора, а не паспорт. Ещё в 1991 году Ассоциация воздушного транспорта США специально включила паспорт гражданина мира в учебный фильм в качестве примера неприемлемых проездных документов. В 2012 году мужчина из Белиза попытался въехать в США через Международный мост ветеранов в Лос-Томатес, используя паспорт гражданина мира. Этот человек ранее был осуждён за незаконный оборот наркотиков и иммиграционные правонарушения, и ранее был депортирован из США несколько раз. Он утверждал, что хотел поговорить с президентом Обамой о геноциде в Белизе. В судебном заседании судья Эндрю С. Ханен признал мужчину виновным в попытке повторного въезда после депортации.

### Другие страны
Активист Кеннет О’Киф попытался проехать в Ирак с помощью паспорта гражданина мира в 2003 году, но Турция отказалась от транзитных прав, и ему пришлось подать заявление на получение американского паспорта, чтобы продолжить свое путешествие.
В 2004 году двое мужчин из Китая на борту рейса 302 авиакомпании Cathay Pacific из Гонконга в Гуанчжоу попытались пройти иммиграционный контроль в международном аэропорту Гуанчжоу Байюнь с использованием паспортов гражданина мира. Офицеры в аэропорту арестовали их за незаконный проезд.
Кроме того, хотя Гарри Дэвис утверждает, что ездил в Индию по паспорту гражданина мира и лично передал его Джавахарлалу Неру, в мае 2007 года гражданин Индии был арестован за попытку покинуть Индию в аэропорту Бегумпет при помощи паспорта гражданина мира. По его мнению, мужчина, намеревавшийся поехать в Соединенные Штаты, купил настоящий паспорт и визу. Его туристическое агентство и сотрудники Air India приняли паспорт гражданина мира, а иммиграционная служба Индии — нет. The Times of India назвала это явным случаем «интернет-мошенничества» и заявила, что этого человека «обманули».
В Совете Европейского союза есть таблица проездных документов, дающих право держателю пересекать внешние границы стран Шенгенского соглашения и на которые может быть выдана виза. Паспорт гражданина мира указан как фэнтезийный паспорт, по которому нельзя получить визу.
В феврале 2013 года Панама и Коста-Рика отказались принимать паспорт гражданина мира, беженца с Гавайев.
Хип-хоп исполнитель и актер Ясиин Бей (Mos Def) был арестован в Южно-Африканской Республике 15 января 2016 года за попытку покинуть страну по паспорту гражданина мира. Он въехал в страну по американскому паспорту и проживал в Кейптауне с мая 2013 года. Министерство внутренних дел ЮАР опубликовало заявление, в котором говорилось, что Бею будет разрешено обжаловать иммиграционные меры и, возможно, получить вид на жительство.

### Использование беженцами и лицами без гражданства
Всемирное правительство граждан мира продает паспорта гражданина мира беженцам и другим людям, которые не могут получить действительные, подлинные проездные документы. По данным Всемирного правительства граждан мира, беженцам в лагерях выдаются бесплатные паспорта гражданина мира. Всемирное правительство граждан мира сообщает, что оно выдало более 10 000 бесплатных паспортов гражданина мира беженцам, проживающим в лагерях по всему миру, и что у них есть документальные свидетельства того, что выдача паспортов гражданина мира может позволить беженцам покинуть такие лагеря в поисках убежища в другом месте или требовать других прав, в которых беженцам часто отказывают. Однако многие из этих беженцев сочли паспорта гражданина мира бесполезными. Согласно заявлениям Гарри Дэвиса в середине 1970-х годов, основными владельцами паспортов гражданина мира в то время были лица из Юго-Восточной Азии, спасающиеся от войн, а также обладатели родезийских паспортов, которые не могли путешествовать за границу, поскольку ни одна другая страна не принимала их документы, кроме Южно-Африканской Республики.
Многие беженцы из Восточной Африки, прибывшие в страны Северной Европы в начале 1990-х годов, имели паспорта гражданина мира. В июле 2011 года гражданин Грузии попытался пройти через латвийский пограничный контроль с паспортом гражданина мира, хотя у него также был действующий грузинский паспорт, предъявив паспорт гражданина мира, он попросил убежища в Латвии.
Еще одна категория пользователей паспорта гражданина мира — безбилетные пассажиры на кораблях. Владельцы судов несут юридическую ответственность за безбилетных пассажиров до тех пор, пока они не найдут страну, в которой они смогут высадиться на берег, но страны часто не хотят этого делать из-за вопросов относительно действительности документов безбилетных пассажиров. С 1992 по 2006 год Всемирное правительство граждан мира пять раз продавала свои документы таким лицам.

## Приобретение
Всемирное правительство граждан мира выдаёт такие паспорта всем желающим на три, пять, десять или пятнадцать лет. Официально паспорт гражданина мира стоит от 75 до 500 долларов США. Оформить паспорт мира может практически любой человек. Для этого ему даже не обязательно прибегать к услугам фирм-посредников. Достаточно напрямую обратиться в штаб-квартиру организации с просьбой прислать анкету-заявление и список документов, необходимых для получения паспорта. Данные каждого, кто обратился с запросом о выдаче документа, непременно пересылаются в Интерпол и тщательно проверяются его сотрудниками. На оформление документов уходит, как правило, чуть больше месяца.
На январь 2023 года актуальны следующие расценки на документ:
| Срок действия           | Стоимость |
| 3 года                  | 75 $      |
| 5 лет                   | 100 $     |
| 10 лет                  | 125 $     |
| 15 лет (паспорт донора) | 500 $     |